# Masonita

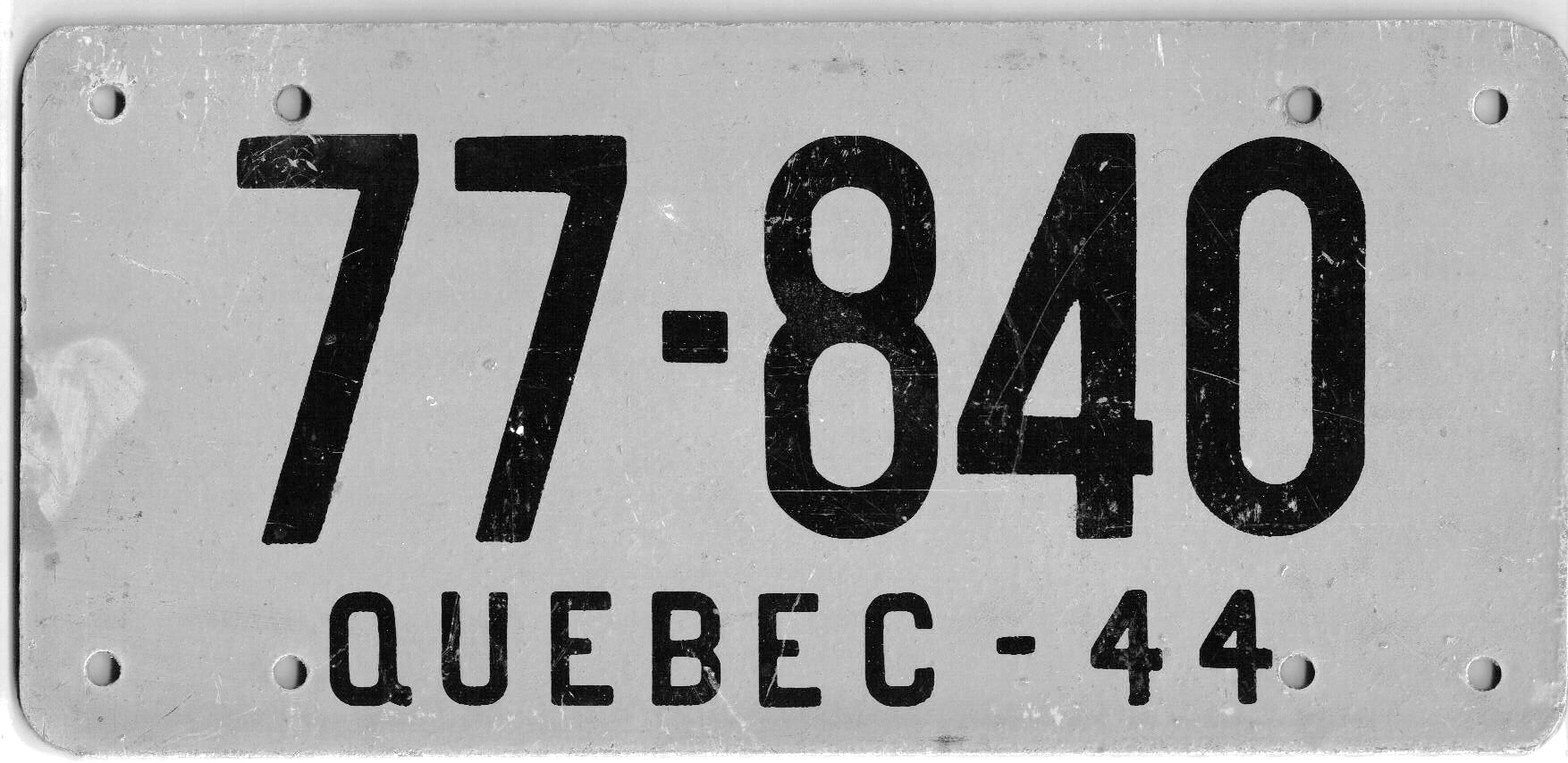
Les matrícules dels cotxes del Quebec es van fer amb masonita durant la Segona Guerra Mundial, per estalviar ferro i acer. Aquesta és del 1944.

La Masonita, també coneguda com a masonite (de la paraula en anglès) és un tipus d'aglomerat o tàblex inventada per William H. Mason.

## Història
La Masonita va ser inventada el 1924 a Laurel, Mississipi, per William H. Mason. La producció en massa va començar el 1929. En els anys 1930 i 1940 la masonita ja es feia servir per a moltes aplicacions, incloent portes, sostres, parets, escriptoris i canoes.

## Usos
Sovint s'utilitza per al revestiment de cases i, si es manté pintada a intervals regulars, dura el mateix que la vida de la casa. La seva popularitat es va esvair després, però encara s'utilitza, sobretot pels aficionats a la construcció i a la fusteria. És àmpliament utilitzada per a la fabricació de portes interiors i va donar nom a una empresa que porta el mateix nom (Masonite).
També és usada a vegades per artistes, com ara Joan Miró, com a suport.

## Producció
La masonita es produeix utilitzant el mètode de Mason, fent servir voladures i estelles de fusta disposant-les en forma de fusta. Les juntes es premsen i s'escalfen per formar el producte final. El producte final s'obté sense fer servir cap tipus d'adhesiu o aglutinant. Les fibres de la masonita mostren una alta resistència a la flexió, resistència a la tracció, la densitat i l'estabilitat. A diferència d'altres panells de fusta composta, la masonita es produeix sense fer servir resines a base de formaldehids.